# 1975 au Yukon
Chronologie du Yukon
- 1971
- 1972
- 1973
- 1974
- 1975
- 1976
- 1977
- 1978
- 1979

Cette page concerne des événements d'actualité qui se sont produits durant l'année 1975 dans le territoire canadien du Yukon.

## Politique
- Commissaire : James Smith (en)
- Législature : 23e

## Événements
- Fondation du Whitehorse Transit (en).
- 30 mai : Le Yukon a maintenant un siège du Sénat. Le maire de Whitehorse Paul Lucier est nommé par Pierre Elliott Trudeau à être le premier sénateur de ce territoire.

## Naissances
- 20 mai : Tahmoh Penikett, acteur et fils de Tony Penikett, premier ministre du Yukon.